# 南部利英

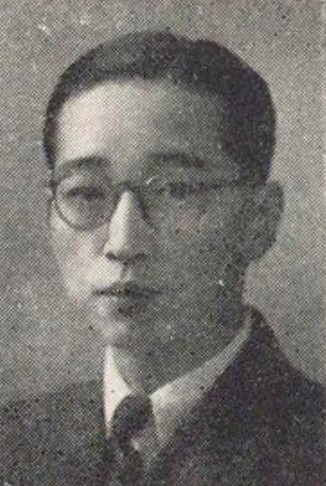
南部利英

南部 利英（なんぶ としひで、1907年〈明治40年〉9月19日 - 1980年〈昭和55年〉12月15日）は、南部家第44代当主。現当主の南部利文の祖父。爵位は伯爵。貴族院議員。後陽成天皇の男系九世子孫にあたる。

## 経歴
1907年（明治40年）公爵一条実輝（旧字体：一條實輝）の三男として生まれる。初名は一條實英（さねひで）。1928年（昭和3年）、南部家当主南部利淳の長男利貞が18歳で死去したことから南部家との婚約が持ち上がり、1929年（昭和4年）に利淳の長女瑞子と結婚し、養嗣子となる際に（南部）利英（「利」は南部家の通字）と改名した。翌1930年（昭和5年）1月1日に養父利淳が急逝し、南部家第44代当主となる。
1931年（昭和6年）に東京帝国大学法学部を卒業後、内閣調査局事務嘱託、企画院事務嘱託、同院調査官、技術院総裁秘書官兼参議官、岩手殖産銀行監査役を勤めた。瑞子との間には三男四女が生まれ、45代当主の南部利昭は三男に当たる。
昭和初期から太平洋戦争直前にかけては岩手県出身の軍人や政治家が中央で活躍していた時期であり、この頃の利英は様々な会合や式典に招かれた。特に1938年（昭和13年）に岩手県岩手町出身の板垣征四郎が陸軍大臣に就任した際に開かれた祝賀会では、同じく岩手出身で海軍大臣だった米内光政と板垣を両脇に座らせて利英が中央に写真に写っているのが象徴的である。利英は息子の利昭に「陸相、海相を左右に座らせて写真を撮れるのは天皇陛下と私だけだ」と語ったという。なお、この祝賀会には岩手出身の山屋他人元海軍大将と、岩手にゆかりのある東條英機陸軍次官、宮古市育ちの多田駿参謀次長も出席している。後に海軍大臣になる花巻市出身の及川古志郎は支那方面艦隊司令長官として出征していたため出席できず、会を主催した盛岡中学同級で三菱重工の郷古潔が彼を思い起こすよう挨拶で述べている。
新宿区戸塚にある現在のインド大使公邸はかつて南部家の邸宅であったが、太平洋戦争で戦局が悪化していることを把握していた利英はそれを売却の上、1943年（昭和18年）に職を辞し、集団疎開に先駆けて家族とともに盛岡市に疎開した。終戦後焼け残った渋谷区千駄ヶ谷の邸宅が連合国軍最高司令官総司令部に差し押さえられたため、1951年（昭和26年）まで盛岡に在住した。1946年（昭和21年）5月9日、貴族院伯爵議員補欠選挙で当選し、研究会に所属して活動したが、1947年（昭和22年）5月2日、華族制度の廃止によりその職を失い、また財産税の納付のために那須、葉山の別荘や家宝の一部の売却を余儀なくされた。また農地解放政策により、所有していた多くの農地も手放した。盛岡市下小路の旧南部家別邸は、現在は盛岡市中央公民館の別館となり、茶会などに利用されている（国の登録有形文化財）。のちに利英は南部恒産を興して、実業家として生きた。また、岩手県では人事委員、公安委員、社会福祉協議会会長、日本赤十字社県支部顧問、スケート連盟会長など数多くの名誉職を務めた。
1947年（昭和22年）8月9日、昭和天皇の戦後巡幸の際、恩賜財団同胞援護会岩手県支部長として宿泊所の小岩井農場旧岩崎邸を訪問。昭和天皇に拝謁し、献上に対するお礼の言葉を受けた。翌日には同胞援護会が管理する青山寮（戦災者、引揚者の収容施設）への行幸の先導を務めた。
1980年（昭和55年）1月に長男の利久が亡くなり、孫で後の46代利文は10歳の幼少で、次男の利博(宗教法人霊源会会長にして上皇の学友1934年2月9日生)が大塚寛一の養子になっていたことから、三男の利昭に南部家の将来を託した。同年10月に妻の瑞子が亡くなり、後を追うように同年12月15日に死去した。享年73。

## エピソード
- 1936年（昭和11年）、聖徳記念絵画館に納める絵画を制作中の岡田三郎助に対し、戸塚町の邸宅の離れをアトリエとして貸し与えた。岡田は、このアトリエで大作『大阪行幸諸藩軍艦御覧』を完成させた[7]。